# Rolf Lüttgens
Rolf Lüttgens (* 5. Januar 1934 in Frankfurt am Main; † 28. Dezember 1980 ebenda) war ein deutscher Pianist des Modern Jazz.
Lüttgens erhielt von 1941 bis 1947 Klavierunterricht, spielte in US-amerikanischen Soldatenclubs und besuchte von 1957 und 1960 mit dem Trio von Dieter von Goetze das Deutsche Amateur-Jazz-Festival in Düsseldorf, wo er als „Glanzlicht“ Beachtung fand. Er gründete ein eigenes Trio, das auch Inge Brandenburg begleitete (Album Don't Blame Me) und nahm an Fernsehsendungen und Konzerten, u. a. mit Emil Mangelsdorff und Joki Freund, teil.  Daneben spielte er in Frankfurt mit gastierenden Musiken wie Tony Scott, Hans Koller, Lee Konitz, Attila Zoller und Stan Getz. Er war an Schallplatten-Aufnahmen von Fritz Hartschuh 1962 und 1964 (Autumn in Europe) und der Gruppe Emil Mangelsdorff Swingers 1969 (Old Fashion – New Sound) beteiligt.

## Lexikalische Einträge
- Carlo Bohländer, Karl Heinz Holler: Reclams Jazzführer (= Reclams Universalbibliothek. Nr. 10185). 2., revidierte und erweiterte Auflage. Reclam, Stuttgart 1977, ISBN 3-15-010185-9.
- Jürgen Wölfer: Jazz in Deutschland. Das Lexikon. Alle Musiker und Plattenfirmen von 1920 bis heute. Hannibal, Höfen 2008, ISBN 978-3-85445-274-4.